# Perilitus articulatus
Perilitus articulatus är en stekelart som beskrevs av Sergey A. Belokobylskij 2000. Perilitus articulatus ingår i släktet Perilitus och familjen bracksteklar. Inga underarter finns listade i Catalogue of Life.